# Kristian Doolittle
Kristian Doolittle, né le 19 octobre 1997 à Edmond en Oklahoma, est un joueur de basket-ball américain évoluant au poste d'ailier.

## Biographie

### Carrière universitaire
Entre 2016 et 2020, il joue quatre saisons en université avec les Sooners de l'Oklahoma.

### Carrière professionnelle
Le 16 octobre 2020, Doolittle signe son premier contrat professionnel avec les Vaqueros de Bayamón dans la Baloncesto Superior Nacional au Porto Rico.
Il est automatiquement éligible à la draft 2020 mais n'est pas choisi.
En août 2023, il signe au CSP Limoges.

## Statistiques

### Universitaires
Les statistiques en matchs universitaires de Kristian Doolittle sont les suivantes :
| Saison    | Équipe   | Matchs | Titul. | Min./m | % Tir | % 3pts | % LF | Rbds/m. | Pass/m. | Int/m. | Ctr/m. | Pts/m. |
| --------- | -------- | ------ | ------ | ------ | ----- | ------ | ---- | ------- | ------- | ------ | ------ | ------ |
| 2016-2017 | Oklahoma | 31     | 25     | 25,0   | 39,4  | 39,5   | 81,1 | 6,23    | 1,13    | 0,65   | 0,32   | 9,06   |
| 2017-2018 | Oklahoma | 22     | 6      | 17,0   | 36,5  | 50,0   | 61,5 | 4,27    | 0,64    | 0,41   | 0,14   | 2,91   |
| 2018-2019 | Oklahoma | 34     | 32     | 29,1   | 50,2  | 0,0    | 77,5 | 7,15    | 1,62    | 0,88   | 0,50   | 11,32  |
| 2019-2020 | Oklahoma | 29     | 29     | 32,4   | 44,1  | 37,5   | 79,3 | 8,93    | 2,00    | 1,31   | 0,45   | 15,79  |
| Total     |          | 116    | 92     | 26,5   | 44,4  | 37,4   | 78,0 | 6,80    | 1,40    | 0,84   | 0,37   | 10,24  |

## Palmarès

### Universitaires
- First-team All-Big 12 (2020)
- Third-team All-Big 12 (2019)
- Big 12 Most Improved Player (2019)